# Gérard Mannoni
Pour les articles homonymes, voir Mannoni.
 (février 2024).
L'article doit être relu — et modifié si nécessaire — par des contributeurs indépendants pour apporter un regard critique aux contributions effectuées , tant sur la forme (notamment concernant le style encyclopédique, la proportionnalité) que sur le fond (la neutralité de point de vue, la qualité et l'indépendance des sources).
Gérard Mannoni est un sculpteur français, né en 1928, et mort en 2020.

## Biographie

### Sa jeunesse
Gérard Mannoni, né à Bastia en 1928, a passé son enfance à Paris. Durant la période de 1945 à 1952, il a poursuivi ses études artistiques, fréquentant successivement l'École des métiers d'art, où il réalisa ses premières œuvres non figuratives en bois, des bustes en plâtre, et fit la rencontre influente de Pierre Guéguen. Il a ensuite étudié à l'École nationale des Beaux-Arts, à l'Académie Julian, ainsi qu'à l’Académie de la Grande-Chaumière.

### Débuts
Il rencontre André Bloc en intégrant le Groupe Espace et se lie d’amitié avec les sculpteurs Robert Jacobsen, Marino di Teana, Antoine Poncet, et avec les architectes Pierre Vago et Claude Parent,.
La période des années 50 a été marquée par la participation active de Gérard Mannoni aux salons artistiques parisiens, dont Réalités Nouvelles, le Salon de la jeune sculpture (où il a été membre du comité directeur pendant plus de 10 ans aux côtés de Denys Chevalier), ou le Salon de Ma.
Gérard Mannoni a produit une série de créations destinées à la restauration d'églises, façonnant des autels, des baptistères et des tabernacles en béton coulé à partir de moules en plâtre modelés sur des œuvres préalablement conçues en terre. Il a appliqué la même méthode pour la création de sculptures en béton, confirmant ainsi sa propension à concevoir des œuvres totalement abstraites. Cette période de créativité a abouti à une exposition remarquée à la Galerie Colette Allendy en 1958,.
Pendant la période qui a suivi, dans le cadre d’un partenariat avec la Galerie Jacques Massol de Paris, Gérard Mannoni s'est fortement investi dans la création de sculptures en acier soudé, utilisant du métal neuf en tôle et du fer à béton. 
Sa première exposition individuelle a lieu en mai 1961. La plupart des œuvres ont été acquises par des collectionneurs privés, à l'exception de deux grandes sculptures qui ont été intégrées aux collections du Musée d'Art Moderne de Paris, l'une d'entre elles faisant aujourd'hui partie des collections du Centre Pompidou,.
Une dizaine de ses récentes œuvres ont été sélectionnées pour l'exposition des Galeries pilotes organisée par le Musée de Lausanne en 1962. Il expose en France et à l'étranger. Parmi celles-ci, on compte la « Franzosische-Plastik-Berlin », ou les trois premières Biennales de Paris (dont il a été membre du jury en 1961).
Son parcours artistique l'a également conduit à présenter ses œuvres à la Fondation à la Galerie du Ranelagh à Paris, au Musée des Beaux-Arts de Pau.
En 1964, EDF lui passa commande d'une série de sigles destinés aux nouveaux magasins conçus par l'architecte Nicolas Kazis. À la demande de l'abbé Laurentin, il créa ensuite une sculpture abstraite représentant la Vierge de Lourdes, en réponse à un concours organisé pour la réalisation de la Basilique Souterraine, conçue par Pierre Vago. En 1965, il fut convié à participer au symposium de l'acier à Montréal, où son œuvre monumentale fut acquise par le musée local. L'année suivante, il prit part à une exposition regroupant des sculpteurs français à Montréal.

### Les aciers inoxydables
L'utilisation de l'inox, mieux adapté œuvres en extérieur et fréquemment intégré dans le cadre des projets du 1 % artistique, a marqué le début d'une série de sculptures monumentales pour Gérard Mannoni. Cette série débute par la réalisation de deux œuvres imposantes pour des lycées, à Briey en Meurthe-et-Moselle et à Vélizy-Villacoublay dans les Yvelines. Par la suite, Mannoni a créé d'autres pièces monumentales.
À partir de 1965, Gérard Mannoni réalisa de nombreux bijoux tels que des colliers et des bracelets, dont une ligne en inox élaborée en collaboration avec Pierre Cardin en 1968.

### Les fontes d’aluminium
La fonte industrielle, moins onéreuse et moins complexe à mettre en forme, s'est avérée plus avantageuse que l'inox. Ces créations étaient basées sur des modèles en bois destinés à la fonderie. La première sculpture en aluminium a été commandée par l'architecte Nicolas Kazis pour un immeuble parisien.
Cette même année, à la demande des architectes Candilis et Rugest, et dans le cadre du 1% artistique, Gérard Mannoni a créé six imposants modèles de fonderie, destiné à la réalisation d’une nouvelle sculpture monumentale, pour le lycée du Mirail de Toulouse. Ces modèles, réalisés en fonte d'aluminium, ont ensuite été transformés en une œuvre de 8 mètres de hauteur, installée au-dessus d'un bassin en béton conçu par Gérard Mannoni lui-même.
Par la suite, ces mêmes modèles de fonderie, agencés autrement, permirent de réaliser des sculptures pour des lycées.
En 1973, il participe à des expositions sur le thème de la sculpture contemporaine française en Australie, en Nouvelle-Zélande et au Mexique.
Gérard Mannoni a ensuite étendu cette technique à la réalisation de piétements de tables et de luminaires, avec des tirages en aluminium et en bronze effectués sur plusieurs années.
Gérard Mannoni alternait entre la réalisation de sculptures monumentales et de dimensions plus modestes. Parmi ces dernières, "la Ville" a été sélectionnée comme point de départ pour la conception de flacons de parfum destinés à Carven, en 1971.

### L’aluminium laminé
En 1975, il se lance dans la réalisation d’œuvres à base d’aluminium laminé. En plus de produire des sculptures de petites dimensions dans son atelier, il réalisa d’autres sculptures monumentales. Cette activité l'a amené à quitter son atelier pour travailler sur place, produisant d'autres sculptures monumentales, dont la plus imposante mesure 14 mètres de haut. Cette dernière, initialement commandée par le Conseil général du Val-de-Marne pour un carrefour à Maisons-Alfort, a été déplacée dans le Parc du musée de Vitry-sur-Seine (Mac Val), qui a également fait l’acquisition d’une sculpture.

### Espace et Urbanisme
Le tout premier projet d'architecture-sculpture de Gérard Mannoni a été réalisé en collaboration avec Claude Parent en 1959. Sensible à au contexte environnemental de ses œuvres, il s'est engagé dans l'aménagement d'espaces urbains, influencé notamment par sa participation à la création collective d'un parcours oblique pour la 35e Biennale de Venise en 1970.
Il a remporté plusieurs concours tels que celui pour la cour d'honneur de la nouvelle préfecture de Saint-Brieuc (remporté mais non réalisé), celui de la place de la République à Caen avec sa fontaine (6000 m2), mise en valeur par le FRAC Normandie en 2014 avec une installation éphémère de Séverine Hubard,. Il a également contribué à la mise en volume d'un projet de quartier à Nice avec les architectes Coldefy et Yvaldi, ainsi qu'à la conception d'un échangeur de niveaux sur la place centrale de Saint-Quentin-en-Yvelines avec les architectes Forgia et Valeanu. 
Le FRAC d’Orléans acquiert plusieurs maquettes réalisées dans le cadre de sa collaboration avec l’architecte Claude Parent.

### Fin de vie, retour aux matériaux traditionnels
Durant ses dernières années, il travailla avec des matériaux plus faciles à travailler tels que la terre, le plâtre et le marbre pour de nombreuses créations de sculptures de plus petites dimensions. Ces travaux sont réalisés dans son atelier, dans le village de Lussan, où il aura vécu durant ses trois dernières décennies.
Il effectuera plusieurs expositions retraçant des rétrospectives de ses œuvres parmi lesquelles : une à l’hôtel de ville de Guyancourt de janvier à Mars 2014 avec l’acquisition d’une sculpture par la ville, suivi d’une autre au musée de Saint-Quentin en Yvelines fin 2014, qui fera l’acquisition de grandes maquettes de l’échangeur de la gare de Saint-Quentin.
Il est décédé le 1er avril 2020 à Viry-Châtillon.